# Javier Tamayo Jaramillo
Javier Tamayo Jaramillo (Envigado, Antioquia, 1946) es un jurista colombiano, que se desempeñó como Magistrado de la Corte Suprema de Justicia. 

## Biografía

### Estudios
Estudió Derecho en la Universidad Pontificia Bolivariana, de Medellín, en cuya Facultad de Derecho fue además director del Centro de Investigaciones Jurídicas. Cursó un Master en Economía y Derecho de los Seguros en la Universidad de Lovaina (Bélgica), y es doctor honoris causa por la Universidad Nacional Mayor de San Marcos, de Perú.

### Actividad profesional y judicial
Fue magistrado de la Sala Civil de la Corte Suprema de Justicia entre los años 1994 y 1995. Renunció a la magistratura y ejerce como abogado. Se ha desempeñado como árbitro del Centro de Arbitraje de las Cámaras de Comercio de Bogotá y de Medellín. Hace parte del capítulo colombiano de la Association Henri Capitant des amis de la culture juridique francaise"; es miembro de la Asociación Colombiana de Derecho de Seguros - Acoldese, capítulo colombiano de la AIDA (Asociation International de Droit des Assurances); del Colegio de Abogados de Medellín y miembro fundador del Instituto Antioqueño de Responsabilidad Civil y del Estado - IARCE.
En el año 2008, fue nominado por la Corte Suprema de Justicia dentro de una terna de candidatos para ocupar uno de los nueve puestos de magistrado de la Corte Constitucional, junto con Dora Consuelo Benítez y Luis Ernesto Vargas Silva, quien al final fue elegido por el Senado de la República.

### Actividad académica
En Colombia, ha sido profesor de las siguientes universidades: Universidad Pontificia Bolivariana; Universidad Eafit; Universidad de Antioquia; Universidad Externado de Colombia Universidad de Los Andes y Pontificia Universidad Javeriana.  Ha sido conferencista en decenas de congresos y seminarios.  En el exterior, ha sido profesor invitado de la varias universidades, entre ellas la Université de Paris II, la Pontificia Universidad Católica de Chile; Universidad Central de Venezuela.  Dirige el posgrado en responsabilidad civil de la Universidad Pontificia Bolivariana de Medellín y es columnista del periódico especializado en temas del derecho, Ámbito Jurídico.

### Reconocimientos
En su ejercicio ha recibido diversos reconocimientos, entre los que están los siguientes: 
Doctor honoris causa, Universidad San Pedro (Perú).
Profesor Honorario, Universidad Inca Garcilaso de la Vega (Perú).
Gran Talento Bolivariano, Universidad Pontificia Bolivariana (Medellín).
Obra homenaje del Instituto de Responsabilidad Civil y del Estado -IARCE-, la Universidad Pontificia Bolivariana, la Pontificia Universidad  Javeriana y la Biblioteca Jurídica Diké (“Responsabilidad civil, derecho de seguros y filosofía del derecho: Homenaje al profesor Javier Tamayo Jaramillo”).
Reconocimiento como miembro honorario en el Colegio de Abogados de Medellín (septiembre de 2024).

## Obras
Ha dedicado su actividad académica y profesional al derecho de la responsabilidad civil y el derecho de seguros. Entre otros, se destacan los siguientes libros:
- Tratado de la Responsabilidad Civil: varias ediciones (en dos y cuatro tomos), la más reciente (2007) fue publicada por la Editorial Legis, de Bogotá.[2]
- La responsabilidad civil en las acciones populares y de grupo (Baker & Mackenzie).
- La responsabilidad del Estado (varias ediciones, Editorial Temis).
- El contrato de transporte (varias ediciones, Editorial Temis)[3]
- Sobre la prueba de la culpa médica" (Diké)
- La indemnización de perjuicios en el proceso penal (varias ediciones Editorial Legis).
- Traducción del francés de la obra La responsabilidad civil de Philippe Le Tourneau (Editorial Legis)[4]
- Traducción del francés de la obra La responsabilidad civil profesional de Philippe Le Tourneau (Editorial Legis).[5]
- La decisión judicial (Editorial Diké).[6]
- Manual de hermenéutica jurídica (Diké)
- Responsabilidad por productos defectuosos (Legis)
- Nuevas reflexiones sobre el daño (Legis e IARCE)
- El consentimiento informado del paciente (Legis)

En el año 2011, se publicó un liber amicorum en homenaje a Tamayo Jaramillo, una voluminosa obra en dos tomos sobre responsabilidad civil, derecho de seguros y filosofía del derecho.